# Южный Козленец

Южный Козленец — река в Городском округе Семёновский Нижегородской области России. Устье реки находится в 211 км по правому берегу реки Керженец. Длина реки составляет 41 км, площадь водосборного бассейна — 384 км².
Исток реки находится у деревни Донское в 28 км к северо-западу от города Семёнов. Река течёт на восток и северо-восток, протекает деревни Донское, Соколово, Ивановское, Фундриково, Елистратово, Ключи, Перелаз, Яндовы, Маврицы, Марково. Впадает в Керженец у села Токарево.

### Притоки (км от устья)
- 16 км: река Малая Бортная (лв)
- 17 км: река Бортная (пр)
- 32 км: река Татарка (лв)

## Данные водного реестра
По данным государственного водного реестра России относится к Верхневолжскому бассейновому округу, водохозяйственный участок реки — Волга от устья реки Ока до Чебоксарского гидроузла (Чебоксарское водохранилище), без рек Сура и Ветлуга, речной подбассейн реки — Волга от впадения Оки до Куйбышевского водохранилища (без бассейна Суры). Речной бассейн реки — (Верхняя) Волга до Куйбышевского водохранилища (без бассейна Оки).
По данным геоинформационной системы водохозяйственного районирования территории РФ, подготовленной Федеральным агентством водных ресурсов:
- Код водного объекта в государственном водном реестре — 08010400312110000034615
- Код по гидрологической изученности (ГИ) — 110003461
- Код бассейна — 08.01.04.003
- Номер тома по ГИ — 10
- Выпуск по ГИ — 0